# Малая Черниговка (Житомирская область)
Малая Черниговка (укр. Мала Чернігівка) — село на Украине, находится в Овручском районе Житомирской области.
Код КОАТУУ — 1824281304. Население по переписи 2001 года составляет 275 человек. Почтовый индекс — 11117. Телефонный код — 4148. Занимает площадь 1,191 км².

## Адрес местного совета
11117, Житомирская область, Овручский р-н, с.Великая Черниговка